# Alexander Steen Olsen
Alexander Steen Olsen (18 de agosto de 2001) es un deportista noruego que compite en esquí alpino.
Ganó una medalla de plata en el Campeonato Mundial de Esquí Alpino de 2023, en la prueba de equipo mixto. En la Copa del Mundo consiguió tres victorias y cinco podios en total.

## Palmarés internacional
| Campeonato Mundial | Campeonato Mundial           | Campeonato Mundial | Campeonato Mundial |
| Año                | Lugar                        | Medalla            | Prueba             |
| ------------------ | ---------------------------- | ------------------ | ------------------ |
| 2023               | Courchevel/Méribel (Francia) | Medalla de plata   | Equipo mixto       |